# Como le gusta a tu cuerpo
"Como Le Gusta a Tu Cuerpo" (em português: Assim como teu corpo gosta) é uma canção gravada pelo cantor e compositor colombiano Carlos Vives com a participação da cantor brasileiro Michel Teló. Ele foi lançado em 21 de janeiro de 2013 como segundo single do álbum pela Sony Music Latin.

## Desempenho nas tabelas musicais

### Posições
| Tabela musical (2013)                        | Melhor posição |
| -------------------------------------------- | -------------- |
| Colômbia — National Report                   | 1              |
| México — Monitor Latino                      | 16             |
| Estados Unidos (Billboard Hot Latin Songs)   | 3              |
| Estados Unidos (Billboard Latin Pop Airplay) | 2              |
| Estados Unidos (Billboard Tropical Airplay)  | 4              |
| Venezuela — Record Report                    | 1              |

## Histórico de lançamento
| País           | Data             | Formato            | Gravadora                |
| -------------- | ---------------- | ------------------ | ------------------------ |
| Brasil         | Janeiro 21, 2013 | "Download" digital | Sony Music Entertainment |
| Colômbia       | Janeiro 21, 2013 | "Download" digital | Sony Music Entertainment |
| México         | Janeiro 21, 2013 | "Download" digital | Sony Music Entertainment |
| Estados Unidos | Janeiro 21, 2013 | "Download" digital | Sony Music Entertainment |